# Emanuel Černý
Emanuel Černý (1. srpna 1917 - ???) byl český a československý bezpartijní politik a poslanec České národní rady a Sněmovny národů Federálního shromáždění za normalizace.

## Biografie
Po federalizaci Československa usedl do Sněmovny národů Federálního shromáždění. Mandát nabyl až dodatečně v březnu 1971. Do funkce ho nominovala Česká národní rada, kde zasedal od ledna 1969. V parlamentu setrval do konce funkčního období, tedy do voleb roku 1971.